# Дэлль, Диана
Диа́на Дэлль (род. 11 апреля 1982, Грозный) — российская актриса.

## Биография
Имеет юридическое образование. Снималась в нескольких кинопроектах. Не считает себя актрисой. Диана занимается общественной, правозащитной деятельностью. Принимает участие в проектах, кампаниях, митингах, посвященных защите животных и окружающей среды. Диана - веган.Не придерживается каких либо политических,религиозных взглядов и течений. Считает, что главной "религией" для человека должно быть образование (интеллектуальное, нравственное и т.д) и целенаправленное повышение личностью собственного уровня сознания, следствием которого станет свобода и независимость индивида от навязываемых ему социумом идеалов, ярлыков, социальных ролей и т.д., что, в свою очередь, несомненно, будет положительно влиять на развитие всего человечества.

### Карьера
Впервые в главной роли фильма актриса предстала в  фильме «Сны?» от молодого режиссёра Владимира Ракша. Участие Дианы Дэлль в этом фильме сразу привлекло к ней внимание, во многом из-за того, что фильм стал первой в России интернет-премьерой. Актриса играет в фильме загадочную красавицу Дашу, которая преследует главного героя в его снах. Диана Дэлль о фильме «Сны?»:
Это необычный фильм — и в плане формы-содержания, и в плане пути, который он проделает к зрителю. Мне кажется, выбор виртуального существования очень органичен для картины, говорящей о размытых границах реальности.

14 февраля 2013 года на экраны вышел фильм «Энтропия» режиссёра Марии Саакян. В этой картине Диана Дэлль сыграла одну из главных героинь — актрису Машу. Диана Дэлль о фильме «Энтропия»:
Это была такая пародия на «Дом–2». То есть все герои должны были вести себя как в жизни.
В 2012 году фильм «Энтропия» был включен в официальную программу XX кинофестиваля «Окно в Европу» (приз им. Саввы Кулиша «За творческий поиск» — режиссёру Марии Саакян).

## Фильмография
| Год  |   | Русское название      | Оригинальное название | Роль      |
| ---- | - | --------------------- | --------------------- | --------- |
| 2006 | ф | Женщины               | Женщины               | Итальянка |
| 2008 | с | Автобус               | Автобус               | Ирина     |
| 2008 | с | Литейный, 4           | Литейный, 4           | Лариса    |
| 2009 | ф | Сны?                  | Сны?                  | Даша      |
| 2009 | ф | Персидский сад        | Persian Garden        | Актриса   |
| 2012 | ф | Энтропия              | Энтропия              | Маша      |
| 2020 | ф | Очень женские истории | Очень женские истории |           |